# Harris Park Railway Station
Harris Park Railway Station är en järnvägsstation belägen i Harris Park i New South Wales i Australien. Stationen öppnades på 1880-talet.